# Лучни мост број 1
Лучни мост број 1 у Крагујевцу заједно са Лучним мостом број 2 чини јединствену целину простора која спаја леву и десну обалу реке Лепенице. Мостом се стиже до трга Тополиваца, односно Кнежевог арсенала.

## Изглед
Мост је изграђен 1923. по нацртима Васе Новичића, инжењера Министарства грађевине, саобраћаја и инфраструктуре. Изграђен је од армираног бетона отвора 30 m. Дужина моста је 11,65 m. Ширина коловоза је 6,20 m, а ширина пешачких стаза са обе стране је један метар.
Главни носачи су луци облика параболе који су ослоњени преко челичних лежишта на масивне стубове. На левом обалном стубу је непокретно лежиште, а на десном ваљкасто, покретно лежиште. На крајевима моста са бочних страна се налазе флорални елементи у рељефу. Са предњих страна су године везане за историјске догађаје: 1853, 1918, 1389, 1804.

## Заштита
Лучни мост број 1 утврђен је за непокретно културно добро - споменик културе Одлуком Владе Републике Србије бр. 633-2231/97-014 од 18.06.1997. године (Сл. Гл. РС бр. 27 од 26.06.1997. године).